# Simulium alirioi
Simulium alirioi är en tvåvingeart som beskrevs av Raimrez-perez och Maria Aparecida Vulcano 1973. Simulium alirioi ingår i släktet Simulium och familjen knott.
Artens utbredningsområde är Venezuela. Inga underarter finns listade i Catalogue of Life.